# گرینبرو (ویکتوریا)
گرینبرو (به انگلیسی: Greensborough) یک حومه شهر در استرالیا است که در ویکتوریا (استرالیا) واقع شده‌است.